# 伊予龜岡站
伊予龜岡站（日语：／ Iyo-kameoka eki */?）是位在日本愛媛縣今治市、隸屬於四國旅客鐵道（JR四國）的鐵路車站。車站編號為Y44。現時只停靠普通列車。
日本國鐵時代，由於早在1899年已在山陰本線上設有龜岡站，為免混淆，所以加上舊令制國所代表的名稱「伊予」以作識別。

## 車站結構
設有木製單層站舍一座，經過翻新。左邊為改為儲物室的舊站務室，右邊為候車大堂，牆上掛有歷任站長的肖像。
設有側式月台及島式月台各1座，共提供2線3線的配置。月台的配置和前一站大西站及後一站菊間站屬相同設計，可是其餘兩站的3號月台（即島式月台最外側）的路軌均遭拆除，唯有本站的3號月台仍然保留使用。主線道為2號月台，為下行普通列車及上下行特急通過線道，靠近站舍的1號月台雖然是上行副本線，但大部份的普通列車及特急交換停車均使用此月台。3號月台則是下行副本線，只有普通避車時才使用。3個月台的有效長度為6輛。
月台之間以行人天橋連接，而島式月台亦設有有蓋候車亭，位處樓梯口附近。

### 月台配置
| 月台 | 路線    | 方向 | 目的地                     |
| ---- | ------- | ---- | -------------------------- |
| 1    | ■予讚線 | 上行 | 今治、伊予西條、高松方向   |
| 2、3 | ■予讚線 | 下行 | 伊予北條、松山、伊予市方向 |

## 歷史
- 1925年6月21日：鐵道省讚豫線由伊豫大井站伸延至菊間站[2]，開業，為中途站。
- 1987年4月1日：日本國鐵分割民營化，車站經營權由JR四國繼承。

## 相鄰車站
四國旅客鐵道
■予讚線
大西（Y43）－伊予龜岡（Y44）－菊間（Y45）

## 外部連結
- JR四國伊予龜岡時間表 （页面存档备份，存于）